# فاتحة مرشيد
 فاتحة مرشيد (مواليد 14 مارس 1958، بن سليمان، المغرب) شاعرة وروائية مغربية.

## مسيرتها
حائزة على الدكتوراه في الطب سنة 1985 وعلى دبلوم التخصص في طب الأطفال سنة 1990. أشرفت على إعداد وتقديم برنامج يهتم بالتربية الصحية في القناة الثانية المغربية لعدة سنوات. كما أشرفت على فقرة «لحظة شعر» في البرنامج الثقافي «ديوان» بنفس القناة.
وهي عضو باتحاد كتاب المغرب. حصلت على جائزة المغرب للشعر سنة 2011. شاركت بقراءات شعرية في عدة ملتقيات ثقافية داخل المغرب وخارجه. ترجمت بعض من أعمالها إلى اللغات الفرنسية، والإنجليزية، والإسبانية، والإيطالية، والتركية، والدانماركية، والألمانية والسويدية.
بحكم مهنتها كطبيبة تطرقت لبعض القضايا الجديدة مثل علاقة الحب بين الطبيبة ومريضها وتطرقت أيضا لموضوع الموت الرحيم بالنسبة للأشخاص الذي يعانون من أمراض مزمنة خطيرة وميؤوس من شفائها. وبهذا الصدد قالت فاتحة مرشيد «ممارسة الطب بالنسبة لي أكثر من مجرد مهنة إنها تجربة حياة غنية جعلتني أقترب أكثر من جوهر الكائن من معاناته وهشاشته ومواجهته الحتمية للموت. الطب يكسر الأوهام، والإبداع يرممها وأنا أحتاج إلى أوهامي كي أتحمل الحياة. يتهيأ لي أنني أفهم الأشياء أكثر حين أكتبها.»

## مؤلفاتها

### الشعر
- «إيماءات»: (شعر) - دار الثقافة - الدار البيضاء 2002.
- مجموعة قصائد من ديوان «ورق عاشق» صدرت ضمن حقيبة فنية للفنان أحمد جاريد تحمل نفس العنوان – محترف الحفر الحكيم بناني- 2003 .
- «ورق عاشق» (شعر) - دار الثقافة – الدار البيضاء 2003.
- «تعال نُمطر»: (شعر) - دار شرقيات - القاهرة 2006
- «أي سواد تخفي يا قوس قزح»: (شعر) باللغتين العربية والفرنسية، الترجمة الفرنسية لعبد الرحمان طنكول - منشورات مرسم - الرباط 2006. «حروف وألوان» (حقيبة فنية) عمل مشترك- منشورات مرسم- الرباط 2006.
- «ورق عاشق» Feuillets passionnés (شعر) الطبعة الثانية باللغتين العربية والفرنسية، الترجمة الفرنسية لثريا إقبال- منشورات مرسم- الرباط 2008 .
- «أغنية الليل» (شعر) الترجمة التركية لديواني ورق عاشق وتعال نمطر- ترجمة متين فندقجي- منشورات آرت شوب- إسطنبول 2008 «آخر الطريق أوّله» (شعر) – المركز الثقافي العربي – بيروت 2009
- «حميمية الغيم»، مختارات شعرية، 2021
- «لا حزن لي الآن» المركز الثقافي للكتاب، 2023

### الرواية
- «لحظات لا غير»، المركز الثقافي العربي- بيروت 2007.
- «مخالب المتعة»، المركز الثقافي العربي- بيروت، 2009
- «الملهمات»، المركز الثقافي العربي، بيروت/الدار البيضاء 2011
- «الحق في الرحيل»، المركز الثقافي العربي، بيروت/الدار البيضاء 2013
- «التوأم»، المركز الثقافي للكتاب، بيروت/الدار البيضاء 2016
- «انعتاق الرغبة»، المركز الثقافي للكتاب، بيروت/الدار البيضاء 2019[4]
- نقطة الانحدار، المركز الثقافي للكتاب- الدار البيضاء 2022
- ليلة مع رباب،المركز الثقافي للكتاب بيروت/الدار البيضاء 2025[5]

## طب الأطفال
- «الإسعافات الأولية للطفل» (طب الأطفال) - دار الثقافة – الدار البيضاء 2005.

## وصلات خارجية
- الموقع الرسمي